# Kloster Æbelholt

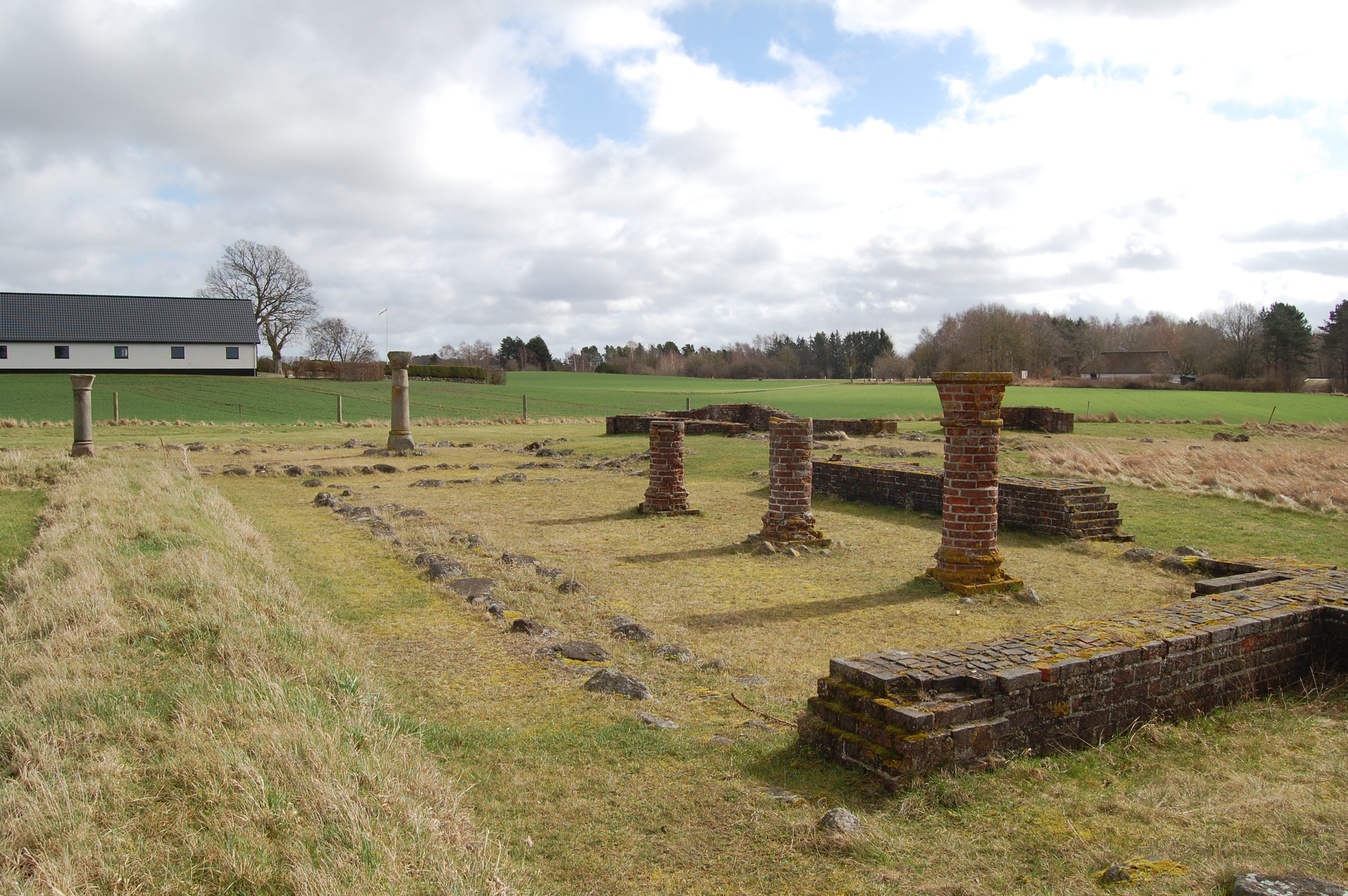
Ruinen des Refektoriums des Klosters Æbelholt mit drei aus Backstein gemauerten Säulen, dahinter der Kapitelsaal mit steinernen Säulen

Kloster Æbelholt in Tjæreby in der Hillerød Kommune im Nordosten der dänischen Insel Seeland war das größte Augustiner-Chorherren-Stift in Skandinavien. Das um 1175 gegründete Kloster erlangte schnell große, auch politische Bedeutung. Der Hospitalbetrieb und der Jahrmarkt am Gedenktag des ersten heiliggesprochenen Abts Wilhelm bestanden bis zur Aufhebung im Zuge der Reformation. 1561 wurden die Bauten abgetragen. Seit den 1930er Jahren finden archäologische Ausgrabungen statt, bei denen die Fundamente der Klosterbauten, vor allem aber zahlreiche Skelette freigelegt wurden. Die Funde werden in einem Museum am Ort des ehemaligen Klosters ausgestellt.

## Geschichte

### Kloster Eskilsø
In der ersten Hälfte des 12. Jahrhunderts wurde auf der Insel Eskilsø im Roskilde-Fjord ein Chorherrenstift unter dem Patrozinium des Apostels Thomas gegründet, dessen Mitglieder vermutlich dem nur 9 km entfernten Dom zu Roskilde zugeordnet waren. Als Gründer wird aufgrund des Namens der Insel Eskil angenommen, der von 1134 bis 1137 Bischof von Roskilde war. Spätestens 1139 muss es bestanden haben, denn in diesem Jahr wurde der dem Stift zugehörige Kanoniker Asker zum Bischof von Roskilde ernannt. Zum Klosterbesitz gehörte u. a. das nahegelegene Dorf Jyllinge, dessen Kirche dem Stift inkorporiert war. Als Chorherrenstift unterstand es direkt dem Bischof.
Als Absalon aus dem einflussreichen Hvidegeschlecht 1157 Bischof von Roskilde wurde, fand er das Stift in einem unbefriedigenden Zustand vor. Um das sittliche Leben der Chorherren und ihre theologische Bildung zu verbessern, lud er seinen Pariser Studienfreund Wilhelm, einen Kanoniker der Pariser Abtei Sainte-Geneviève, ein, das Stift zu reformieren. Wilhelm reiste zusammen mit drei weiteren Mönchen an und wurde am 18. August 1165 von Absalon und König Waldemar I. in Ringsted empfangen. Als Abt führte Wilhelm die strenge Augustinusregel ein und legte einen Klostergarten an. Doch nur wenige Jahre nach Wilhelms Ankunft wurde das Stift nach Æbelholt verlegt. In Eskilsø betrieb das Stift bis 1560 eine Grangie und behielt die Klosterkirche als Kapelle.

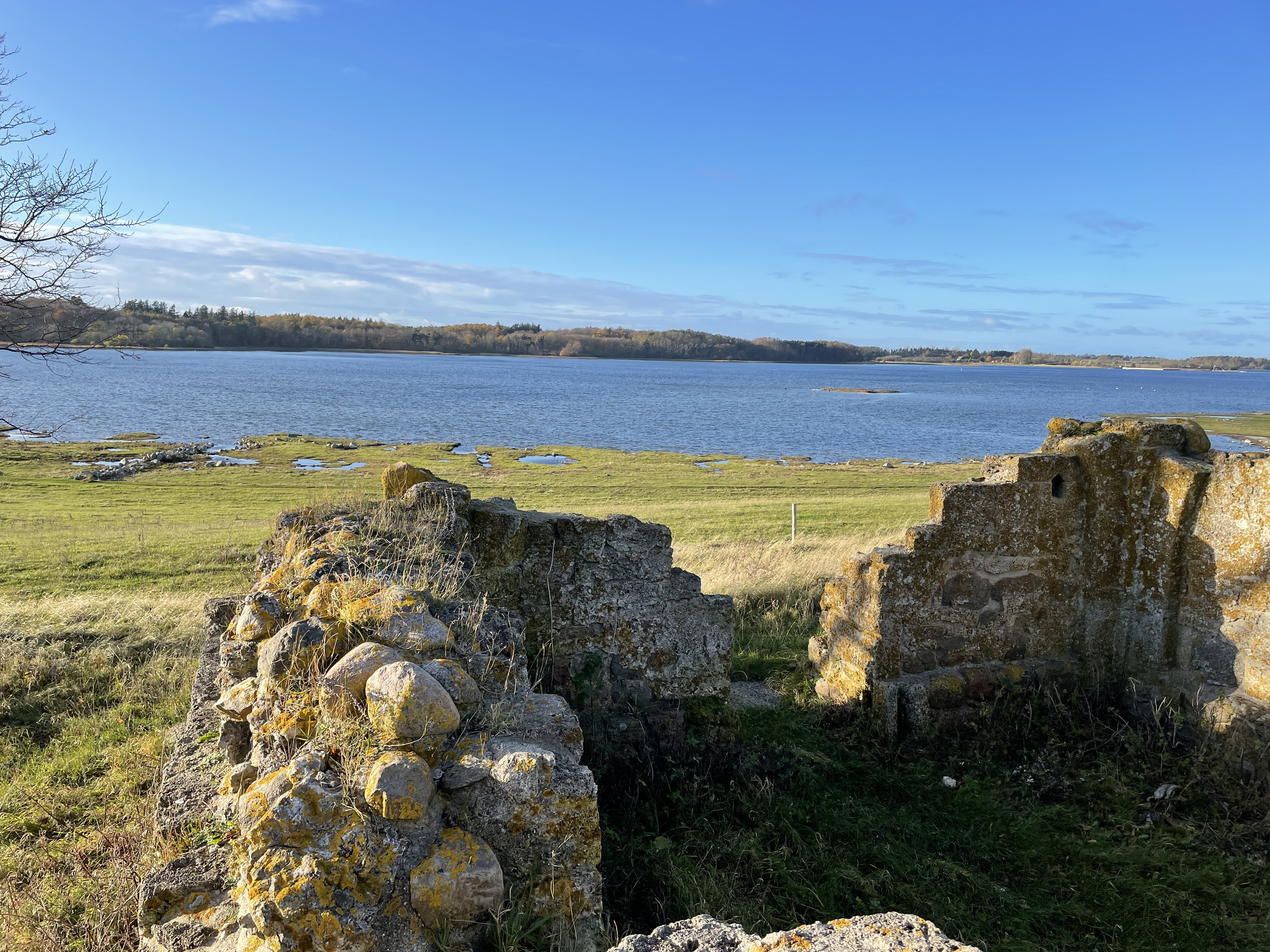
Ruine der Klosterkirche auf Eskilsø

Die Kirche von Eskilsø war aus Feldstein errichtet. Sie war 24 m lang und bestand aus einem Kirchenschiff und einem etwa gleich breiten, aber wohl niedrigeren Chor mit einer halbrunden Apsis als Abschluss und hatte vermutlich auch einen Turm. Auch nachdem die Mönche Eskilsø nicht mehr nutzten, blieb die Kirche zunächst erhalten und diente unterschiedlichen Zwecken, u. a. auch als Backhaus. 1803 wurde sie weitgehend abgetragen. Mauerreste bis zu einer Höhe von 5 m sind erhalten.

### Abt Wilhelm und die Neugründung in Æbelholt
Wilhelm verlegte das Stift um 1175 in das Kirchspiel Tjæreby, das Bischof Absalon dem Augustinerstift bereits 1171 übertragen hatte, nachdem er es 1163 dem Kloster Esrom abgekauft hatte. Der Ortsname Æbelholt Vang oder älter Ebbeholtvang verweist auf einen Vorbesitzer namens Ebbe, vermutlich Absalons Onkel Ebbe Skjalmsen, dessen Sohn Sune Ebbesen das Stift großzügig unterstützte. Die dem Parakleten geweihte Pfarrkirche des Ortes wurde dem Kloster inkorporiert und diente möglicherweise anfangs als Klosterkirche.
Dank einflussreicher Gönner gelangte das Stift bald zu großem Wohlstand. Insbesondere bedachte Absalon es jedes Jahr und zudem laut Testament nach seinem Tod mit großen Schenkungen. Im Laufe der folgenden Jahrhunderte wurden dem Kloster weitere Abgaben und Ländereien überschrieben und mehrere Kirchspiele inkorporiert. Fast alle dänischen Könige bestätigten Besitz und Privilegien wie Steuerfreiheit. Die Urkunden und Briefe, die das Kloster betreffen, sind im Æbelholtbog erhalten.
Da das Kloster an der damaligen Hauptstraße zwischen Roskilde und Helsingør lag, nutzten es viele Reisende als Herberge. Das von dem in Paris ausgebildeten Abt gegründete Hospital zog bald viele Patienten an. Nur wenige Jahre nach der Gründung berichtete Wilhelm, dass er neben den 25 Kanonikern täglich über hundert Gäste beherberge. Gleichzeitig betätigte er sich auch politisch, so dass das Kloster Treffpunkt einflussreicher Persönlichkeiten für diplomatische Gespräche war. Während der Baglerkriege in Norwegen flohen der Erzbischof von Trondheim Eirik Ivarsson und mehrere andere norwegische Bischöfe 1190 in das verbündete Dänemark und hielten sich mehrere Jahre bei Wilhelm in Æbelholt auf. Nach Rückkehr der Bischöfe nach Norwegen unterstützte Wilhelm den Aufbau eines Augustinerstifts in Kungahälla und entsandte dafür einige Kanoniker des Æbelholter Stifts nach Norwegen. Absalon vertraute Wilhelm auch seine jungen Verwandten zur Ausbildung an, darunter Sune Ebbesens Söhne Peder und Anders Sunesen, seine späteren Nachfolger als Bischöfe von Roskilde beziehungsweise Lund.
Als Wilhelm 1203 starb, wurde er nach Aussage der um 1220 verfassten Vita in einer Holzkirche vor dem St.-Thomas-Altar beigesetzt, da die steinerne Klosterkirche noch nicht fertiggestellt war. Diese Holzkirche konnte nicht lokalisiert werden. Möglicherweise ist sie mit der in der sogenannten St.-Wilhelm-Kapelle identisch; vielleicht befand sie sich aber auch innerhalb der späteren Steinkirche. Schon bald nach Wilhelms Tod setzte seine Verehrung als Heiliger ein, was die Attraktivität des Klosters für Pilger und Stifter förderte. Zwei seiner Zähne wurden als Heilmittel vorgezeigt. Nach den ersten Heilungswundern an seinem Grab verfasste ein Kanoniker des Stifts um 1220 eine Heiligenvita über Wilhelm, der schließlich 1224 heiliggesprochen wurde. Das Kloster, das eigentlich nach den Patrozinien von Eskilsø und Tjæreby monasterium sancti Thomæ de paraclito, Kloster des heiligen Thomas vom Heiligen Geist, hieß, wurde im Volksmund St.-Wilhelms-Kloster genannt.

### Klosterzeit und Bauten
Zu dem Bau der großen Klosterkirche aus Feldbrandziegeln soll Bischof Absalon 1176 den Grundstein gelegt haben. Sie wurde in der Mitte eines älteren, zu dieser Zeit wohl bereits eingeebneten Grabhügels errichtet.
Doch obwohl das Kloster wohlhabend war, dauerte es bis 1210, bis zumindest der Chor so weit fertiggestellt war, dass Bischof Peder Suneson den Hochaltar weihen konnte. Die Kirche war aber nach wie vor nicht fertig, denn die Reliquien des heiligen Wilhelms wurden erst am 16. Juni 1238 feierlich zum Hochaltar der neuen Klosterkirche überführt. Für den Besuch der Messe in der Klosterkirche am 16. Juni, dem Jahrestag der Reliquientranslokation, wurde ein Ablass von vierzig Tagen versprochen. Später wurde dieser Tag mit einem vierzehntägigen Jahrmarkt auf dem Klostergelände und davor verbunden, für den das Kloster Privilegien erhielt. Laut der Beschreibung des in der zweiten Hälfte des 16. Jahrhunderts lebenden Historikers Arild Huitfeldt hatte sich daraus eine kleine Kaufmannssiedlung entwickelt.
Seine letzte Form als kreuzförmige Kirche mit dreischiffigem Langhaus, Querschiff und polygonalem Chorabschluss verdankt das Bauwerk einem in den Quellen erwähnten Um- und Erweiterungsbau kurz vor 1324. In diesem Zusammenhang wurde das Bodenniveau etwas angehoben und die Kirche erhielt auch ein Gewölbe. Das genaue Aussehen der Kirche ist aber nicht überliefert. Der Bereich von Vierung und Chor wurde durch die spätere Nutzung als Steinbruch weitgehend zerstört; die verbliebenen Fundamente erlauben keine Rekonstruktion der Baugeschichte. Durch schriftliche Überlieferung sind neben dem St.-Thomas-Hochaltar aus dem späten Mittelalter mindestens vier Nebenaltäre bezeugt. Den letzten Altar stiftete 1513 der Reichsrat Åge Andersen Thott, der Lehnsherr von Dronningholm, für die Jungfrau Maria, damit dort für ihn und seine 1511 verstorbene Frau Seelmessen gelesen würden. Er stand neben dem südlichen Portal. Südlich an die Klosterkirche schloss sich ein von den Wohn- und Versammlungsräumen der Chorherren umgebener Kreuzgang an.

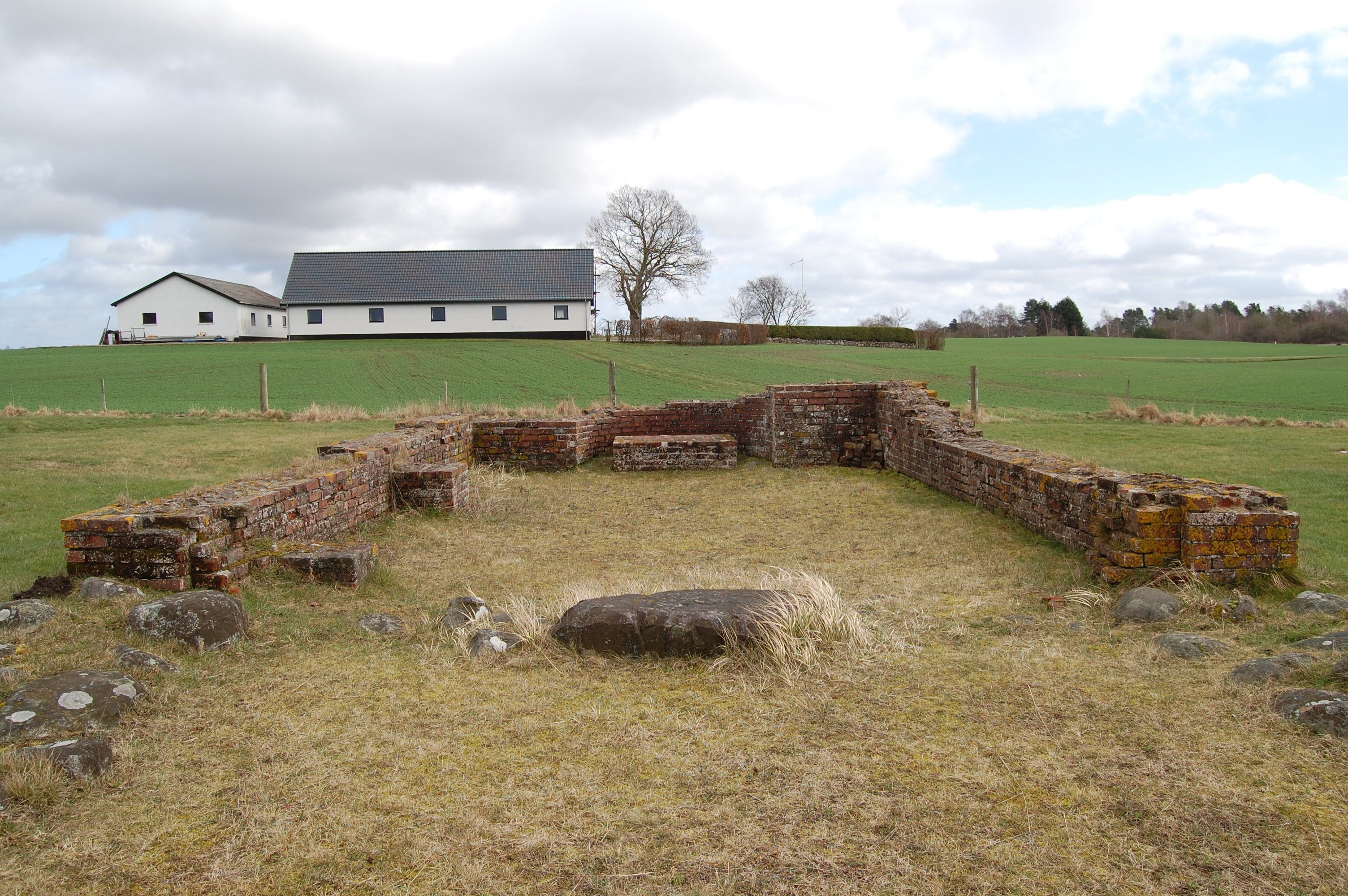
St.-Wilhelm-Kapelle

Im Südosten der Klosteranlage und nicht direkt mit ihr verbunden befand sich eine als St.-Wilhelm-Kapelle bezeichnete kleine Kapelle, die wohl bereits um 1175 errichtet wurde. Erhalten ist das aus Backstein gemauerte Fundament eines etwa quadratischen Raumes mit halbrunder Apsis und gemauertem Altartisch. Ob dieser Bau die in der Vita beschriebene Holzkirche war, in der Wilhelm zunächst beigesetzt wurde, ist nicht nachweisbar, aber wahrscheinlich, da sich sonst keine Spuren eines älteren Kirchengebäudes fanden. Das Gebäude wurde später mit Feldsteinen nach Westen erweitert und eventuell auch eingewölbt und diente nach Fertigstellung der Klosterkirche möglicherweise Pilgern und Bewohnern der Nachbarschaft als Andachtsraum.
Außerhalb der Klausur befand sich auch das Hospital, dessen Lage jedoch nicht eindeutig lokalisiert ist. Viele Kranke suchten, angezogen vom Ruf des heiligen Wilhelms, hier Genesung. Diese wurde nicht nur durch die Verehrung der als wunderwirksam angesehenen Zähne erwartet, sondern es sind auch Berichte von ärztlichen Behandlungen erhalten, die im Hospital vorgenommen wurden. Zudem zeugen Funde von medizinischem Gerät und Spuren mehr oder weniger erfolgreicher Eingriffe an Skeletten des außerhalb des Klostergeländes gelegenen Friedhofs von den Kenntnissen in der Heilkunde.
Über einen kanalisierten Bach war ein Gebäude errichtet, das wohl als Toilette und Badhaus diente und somit die Hygiene förderte. Am anderen Ufer des Bachs befand sich ein Friedhof. Südlich des Klosters war der Bach zu zwei Fischteichen aufgestaut. Für die Anlage des Kanalsystems, mit dem bereits 1175 begonnen worden war, hatte Abt Wilhelm Zisterzienser aus dem Kloster Esrom um Unterstützung gebeten.

### Auflösung
Bereits zu Beginn des 16. Jahrhunderts verloren die dänischen Klöster einen Teil ihrer Privilegien und mussten Soldaten stellen und unter Friedrich I. auch Steuern zahlen. Dass Æbelholt beispielsweise 1523 vier Pferde stellen musste, während vom Kloster Sorø zwölf verlangt wurden, zeigt, dass es zu dieser Zeit deutlich an Wohlstand verloren hatte.
Die Reformation führte König Christian III. 1536 ein. Unter dem letzten, in diesem Jahr gewählten Abt Anders Ibsen nahmen die Mönche 1538 das Luthertum an. Schon 1544 überließ der König die Klostergüter dem norwegischen Kaperkapitän Kristoffer Trondsson als Lehen, der dafür für den Unterhalt des Abts und der verbliebenen Mönche aufkommen musste. Trondsson hatte zuvor im Dienst des letzten norwegischen Erzbischofs Olav Engelbrektsson gestanden und sich erst 1542 dem dänischen König unterworfen, unter dem er bald zum Admiral aufstieg.
1555 wurde angeordnet, dass die inkorporierten Kirchen von Tjæreby und Alsønderup geschlossen werden sollten und stattdessen die große Klosterkirche die Pfarrkirche beider Kirchspiele sein sollte. Die Einwohner der Dörfer protestierten dagegen, weil sie lieber ihre näher gelegenen, kleinen und im Unterhalt deutlich billigeren Dorfkirchen behalten wollten. Als dann der alte Abt Anders Ibsen 1560 beschloss, seine letzten Lebenstage in einem Hospital zu verbringen, wurde das Kloster im folgenden Jahr 1561 aufgelöst. Die Klostergebäude wurden noch im selben Jahr teilweise abgerissen, da König Friedrich II. das Baumaterial nutzen wollte, um das 1558 von Peder Oxe erworbene Herrenhaus Hillerødsholm zu Schloss Frederiksborg auszubauen. Auch der Jahrmarkt wurde nach Schloss Frederiksborg verlegt. Der Verbleib der Kirchenausstattung ist unbekannt. Die Reste der Gebäude dienten über die folgenden Jahrhunderte als Steinbruch, bis um 1800 keine oberirdischen Reste mehr zu sehen waren.

## Ausgrabungen und Museum
Erste Untersuchungen fanden 1853 statt, als Bauern, die im Bereich der Vierung und des Chores der Kirche – deren Lage zu diesem Zeitpunkt jedoch nicht bekannt war – eine Kiesgrube eingerichtet hatten, unter Feldbrandziegeln Skelettteile entdeckten. Bei der folgenden Begehung des Gebiets wurden neben romanischen Ziegelsteingräbern aus dem 12. Jahrhundert auch mehrere ältere kreisrunde Erdformationen gefunden.
Bei archäologischen Ausgrabungen ab den 1930er Jahren legten Forscher die Fundamente des Klosters, wenige Reste von Bauschmuck wie Kapitelle, zahlreiche Kleinfunde und mehr als 1200 Gräber frei. Damit gehört das Kloster zu den größten nordischen mittelalterlichen Grabstätten. Die Funde werden im Klostermuseum ausgestellt, das auch einen Klostergarten angelegt hat. Außerdem wurden zahlreiche Münzen gefunden, die älteste von 1232 im Bereich der Kirche, aber auch ein kurz nach 1533 möglicherweise im Zusammenhang mit der Grafenfehde niedergelegter Depotfund von 729 Münzen.
Neben der Ausgrabungsstätte wurde 1957 ein Museum als Außenstelle des Museums Nordsjælland eröffnet. Außer den Fundamenten und einem nach dem Vorbild des St. Galler Klosterplans angelegten Heilpflanzengarten sind im Innenbereich Funde der Ausgrabungen und einige Skelette ausgestellt.
2001 erbrachten Ausgrabungen im Bereich der Kirche weitere Gräberfunde.

## Gräber
Auf dem Klostergelände und in unmittelbarer Umgebung wurden insgesamt rund 1200 Gräber gefunden. Innerhalb der Klausur wurden bereits Mitte des 19. Jahrhunderts einige gemauerte Gräber in der Kirche und im Kreuzgang freigelegt. Ein noch 1770 beschriebener Grabstein des 1520 vermutlich in der Kirche beigesetzten Åge Andersen Thott und seiner 1511 verstorbenen Frau Dorothea Olufsdatter Bonde mit den Wappen beider Eheleute ist nicht erhalten. Insgesamt wurden innerhalb der Kirchenfundamente die Überreste von knapp dreihundert Frauen und Männern gefunden. Weitere dreihundert Verstorbene, darunter auch Kinder, waren im Kreuzganghof beigesetzt. Ein eigener Begräbnisplatz für rund siebzig Kinder wurde westlich der Kirche gefunden. Alle diese Toten waren vermutlich Mitglieder wohlhabender Familien, die im Umkreis des Klosters lebten. Die Gräber der Stiftsmitglieder lagen dagegen auf einem eigenen Friedhof in der Nähe der nördlichen Querhaustür, der sogenannten Totenpforte. Etwa die Hälfte der Gräber befand sich auf dem Friedhof außerhalb des Klostergeländes. Diese Verstorbenen, die in Särgen, oft aber nur in Tüchern beigesetzt worden waren, gehörten vermutlich zu den Pilgern oder waren Patienten im dem Kloster angeschlossenen Hospital. 
Ein Großteil der Skelette wurde von dem Medizinhistoriker Vilhelm Møller-Christensen (1903–1988) ab 1935 freigelegt und untersucht. Wie die etwa aus derselben Zeit stammenden Skelettfunde von Kloster Øm erlauben sie einen Einblick in den gesundheitlichen Zustand und die Lebensbedingungen im Mittelalter. Die Männer waren im Durchschnitt 34 Jahre alt geworden, die Frauen nur 28 Jahre. Viele Skelette weisen schwere Deformationen durch Rachitis, Rheuma oder Tuberkulose auf. Häufig ließen sich auch Karies, Odontogene Infektionen und Parasitenbefall nachweisen. Etliche, besonders männliche Skelette zeigen Spuren verheilter Kampfverletzungen. Mehrere Frauen waren während der Schwangerschaft oder bei schwierigen Entbindungen gestorben.